# Cyaniris crissa
Cyaniris crissa är en fjärilsart som beskrevs av De Nicéville 1895. Cyaniris crissa ingår i släktet Cyaniris och familjen juvelvingar. Inga underarter finns listade i Catalogue of Life.